# 韓文鏡
韓文鏡（1606年—？），號一水，陝西西安府咸寧縣民籍，山西平陽府洪洞縣人，明朝政治人物。

## 生平
崇禎三年（1630年）庚午科陝西鄉試第六名舉人，四年（1631年）中式辛未科會試第二百二十九名，二甲第二十九名進士。都察院觀政，授南京戶部雲南司主事，六年（1633年）升江西司郎中，八年（1635年）出為揚州府知府，守城有功，十一年（1638年）升浙江按察司副使、分巡浙西，因拖延賦稅被罷職。

## 家族
曾祖韓洲父；祖父韓具言；父韓在。